# Scenic Railway (Luna Park)
Scenic Railway in Luna Park (Melbourne, Victoria, Australien) ist eine Holzachterbahn, die 1912 eröffnet wurde. Zurzeit ist sie die älteste Achterbahn Australiens, die noch in Betrieb ist.
Die 967 m lange Strecke erreicht eine Höhe von 16 m und beschleunigt die Züge auf 60 km/h.